# Gottfried Wilhelm Müller

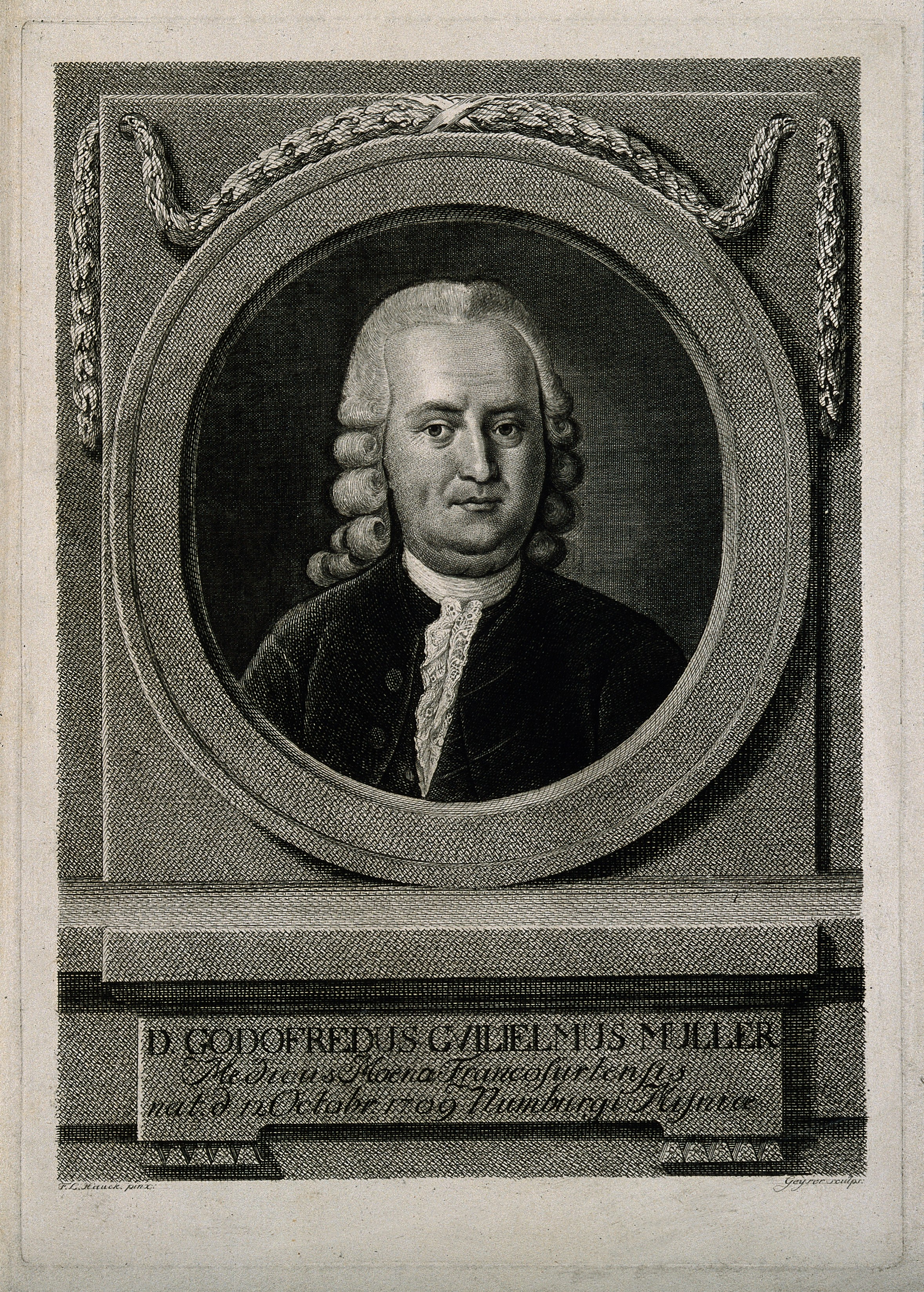
Gottfried Wilhelm Müller. Stich von Christian Gottlieb Geyser nach einem Werk von Friedrich Ludwig Hauck (1718–1801)

Gottfried Wilhelm Müller  (* 12. Oktober 1709 in Naumburg (Saale); † 3. Februar 1799 in Frankfurt am Main) war ein deutscher Mediziner und Mineraliensammler.

## Leben und Wirken
Gottfried Wilhelm Müller studierte Medizin  und wurde 1731 an der Universität Straßburg zum Doktor der Medizin promoviert. Anschließend war er Arzt in Weimar und um 1735 Stadtarzt in Frankfurt am Main, wo er ab 1741 als Lehrer am Institut für Anatomie des Arztes Johann Jacob Grambs (1694–1742) wirkte und nach dessen Tod 1742 die Institutsleitung übernahm.
Gottfried Wilhelm Müller legte den Grundstock für eine anatomische Bücherei und ist Herausgeber verschiedener anatomischer Tafelwerke. Er gilt als der geistige Urheber des später von Johann Christian Senckenberg gegründeten Theatrum anatomicum, für das er Anschauungsmaterial sammelte.
Um 1780 entdeckte er opalartige Einschlüsse (Hyalit) im Basalt von Louisa/Frankfurt, die in der Folge als „Müllersches Glas“ oder auch „Frankfurter Glas“ bezeichnet wurden.
Der Maler und Kupferstecher Christian Gottlieb Geyser fertigte in der zweiten Hälfte des 18. Jahrhunderts nach einem Werk von Friedrich Ludwig Hauck (1718–1801) einen Stich von Gottfried Wilhelm Müller.
Er war Ehrenmitglied der Teutschen Gesellschaft zu Jena. Unter der Präsidentschaft von Andreas Elias Büchner wurde Gottfried Wilhelm Müller am 25. Juni 1737  unter der Matrikel-Nr. 473 mit dem akademischen Beinamen Mundinus I. zum Mitglied der Leopoldina gewählt.
Der Frankfurter Arzt Friedrich Sigismund Müller (1746–1778) war sein Sohn.

## Schriften
- Dissertatio Inauguralis Medico-Chirvrgica De Situ Uteri Obliquo In Gravidis Et Ex Hoc Sequente Partv Difficili. Typis Georg. Adami Piesckeri, Argentorati 1731 (Digitalisat)
- XXIV Kupfer-Tafeln welche die Knochen des ganzen menschlichen Körpers vorstellen. Varentrapp, 23 Bl., 24 Taf., Frankfurt am Main 1749
- XII Kupfertafeln welche die meisten kleinern und zarten Mäuslein an dem menschlichen Körper vorstellen. Eichenberg, 10 Bl., 12 Taf., Frankfurt und Leipzig 1755
- XII Kupfertafeln welche die meisten kleinern und zarten Mäuslein an dem menschlichen Körper vorstellen. Mit drey Figuren vermehrt. Diehl, Frankfurt und Leipzig 1769 (Digitalisat)
- An S. T. Herrn D. Gottfried Wilhelm Müller am Tage der Beerdigung Seines letzten Sohnes S. T. Herrn D. Friedrich Sigismund Müller den 14. August 1778. Andreae, Frankfurt 1778 (Digitalisat)